# Juan Ignacio Delgado
Juan Delgado, vollständiger Name Juan Ignacio Delgado Martínez, (* 5. Juli 1994 in Montevideo) ist ein ehemaliger uruguayischer Fußballspieler.

## Karriere
Der 1,76 Meter große, als Mittelfeldspieler und Stürmer einsetzbare Delgado stand zu Beginn seiner Karriere mindestens in den Spielzeiten 2011/12 und 2013/14 im Kader von Centro Atlético Fénix. Während er in der erstgenannten Meisterschaftsrunde ohne Einsatz blieb, wurde er in der Apertura 2013 einmal in der Primera División eingesetzt. Im Laufe der Saison wechselte er 2014 auf Leihbasis zum Club Atlético Cerro. Bis zum Abschluss der Clausura lief er bei den Montevideanern in 13 Erstligapartien auf und erzielte zwei Tore. In der Apertura 2014 wurde er in sechs Erstligaspielen (kein Tor) eingesetzt. Ende Dezember 2014 wurde sein Wechsel zum von einem Landsmann Mario Viera trainierten peruanischen Verein Club Sportivo Cienciano vermeldet. Für die Peruaner bestritt der dort auf Leihbasis bis Ende Juni 2015 beschäftigte Delgado ein Erstligaspiel (kein Tor) und drei Partien (kein Tor) in der Copa Inca. Ende September 2015 wechselte er nach Italien zum FC Crotone. In der Saison 2015/16 kam er dort einmal (kein Tor) in der Serie B zum Einsatz. Anfang Oktober 2016 verpflichtete ihn Olbia Calcio 1905. Bei den Sarden lief er in zwei Ligaspielen (kein Tor) auf. Bereits Anfang Februar 2017 kehrte er nach Uruguay zurück und schloss sich dem Erstligisten Boston River an.